# Кетлін Мері Дрю-Бейкер
Кетлін Мері Дрю-Бейкер (6 листопада 1901 — 14 вересня 1957) — британська альгологиня, відома дослідженнями їстівних водоростей Porphyra laciniata (норі), що призвели до прориву в їхньому комерційному вирощуванні.
Науковий доробок Кетлін Дрю-Бейкер особливо вшановують у Японії, де її назвали Матір'ю моря. У 1963 році у святилищі Сумійосі в Уто (Кумамото) їй споруджено пам'ятник. Її праця щорічно вшановується 14 квітня.

## Біографія
Кетлін Мері Дрю-Бейкер народилася в сім'ї Волтера і Августи Кароліни Дрю в місті Лі, Ланкашир (зараз Великий Манчестер). Закінчила школу єпископа Вордстворта в Солсбері, отримала стипендію від графства на вивчення ботаніки в Манчестерському університеті. В 1922 році закінчила університет з відзнакою першого ступеня (одна з перших двох жінок, що здобули цю відзнаку), в 1923 здобула ступінь магістра, в 1939 році нарешті здобула докторський ступінь (DSc).
Більшу частину свого академічного життя Дрю-Бейкер провела на кафедрі криптогамної ботаніки Манчестерського університету на посаді викладачки ботаніки і дослідниці (з 1922 по 1957 рік). У 1925 році вона отримала стипендію від Каліфорнійського університету в Берклі і працювала там два роки, подорожуючи на Гаваї для збору ботанічних зразків. 
В 1928 одружилася з академіком з Манчестера Генрі Райт-Бейкером. Через це її формально звільнили з університету, який проводив політику не наймати одружених жінок.
Разом зі своєю подругою Маргарет Т. Мартін заснувала Британську альгологічну спілку. В 1952 році обрана першою головою цієї організації.
Авторка 47 наукових статей, дослідження стосувалися червоних водоростей. Каліфорнійський університет 1928 року видав її книжку A Revision of the Genera Chantransia, Rhodochorton, and Acrohaetium. With descriptions of the marine species of Rhodochorton, Naeg., Gen. Emend. on the Pacific Coast of North America.
Стандартне біологічне скорочення — K.M.Drew.

## Дослідження червоних водоростей
Хоча Дрю-Бейкер ніколи не була в Японії, її наукові дослідження зробили чималий внесок у розвиток японського виробництва норі. Дослідниця вивчала життєвий цикл червоних водоростей Porphyra umbilicalis і довела, що мікроскопічні організми Conchocelis, що до того вважалися самостійним видом водоростей, були диплоїдною стадією розвитку водоростей Porphyra. Крім того, доведено, що на цьому етапі середовищем розвитку водоростей є двостулкові молюски. Її відкриття опублікували в журналі Nature в 1949 році.

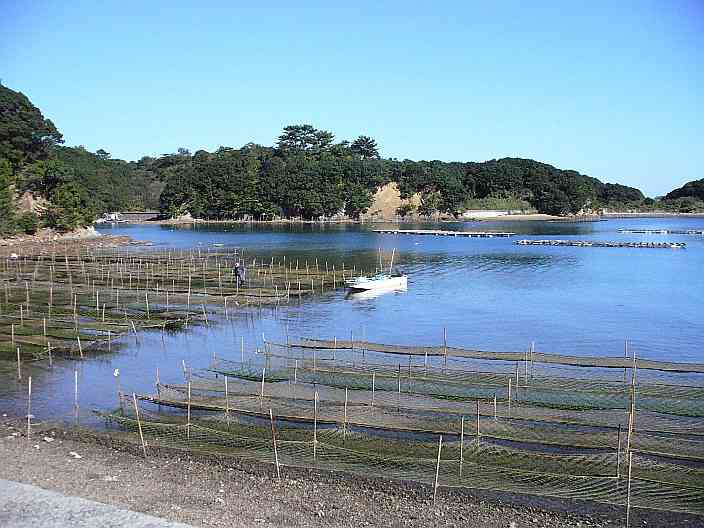
Вирощування норі. Префектура Міє, Японія

Японський альголог з університету Кюсю Сокічі Сеґава, який прочитав про дослідження Дрю-Бейкер, провів експеримент на місцевому виді водоростей, які з XVII століття використовувалися в японській кухні і були відомі як норі. В XX столітті врожайність водоростей різко впала через забруднення прибережних вод і вплив тайфунів. В 1953 році Сокічі Сеґава, Фусао Ота та інші вчені на основі досліджень Кетлін Дрю-Бейкер розробили методики штучного розведення норі, суттєво підвищивши урожайність аквакультури.

## Пам'ять
В Японії за внесок в розвиток виробництва норі Кетлін Мері Дрю-Бейкер була названа «Матір'ю моря» (яп. 海の母) або «Матір'ю вирощування норі».
У 1963 році в святилищі Сумійосі в Уто (Кумамото) їй спорудили пам'ятник. Її праця щорічно вшановується 14 квітня..

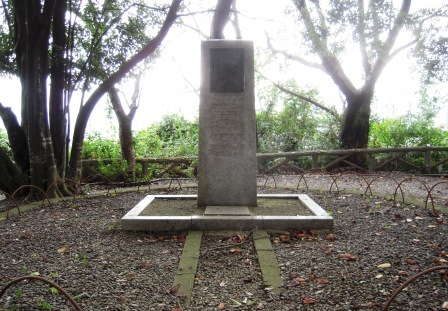
Пам'ятник Кетлін Дрю-Бейкер в Уто